# Catarhoe tangaba
Catarhoe tangaba är en fjärilsart som beskrevs av Edward P. Wiltshire 1952. Catarhoe tangaba ingår i släktet Catarhoe och familjen mätare. Inga underarter finns listade i Catalogue of Life.